# SV Noordkop
SV Noordkop (Sportvereniging Noordkop Atletiek) is een atletiekvereniging uit Den Helder. De vereniging is aangesloten bij de Atletiekunie. 
De sportvereniging is opgericht op 14 november 1936 als H.A.V. (Helderse Atletiek Vereniging). Dit was een vereniging waar meerdere sporten beoefend konden worden. In 1972 werd de naam veranderd in SV Noordkop. In 1980 splitste de basketbaltak zich af en ging verder als BV Noordkop.
Tegenwoordig heeft de vereniging ongeveer 500 leden en wordt er getraind op de weg en op Sportpark Ruyghweg in Den Helder.